# Франклин (лунный кратер)
Кратер Франклин (лат. Franklin) — крупный ударный кратер в северном полушарии видимой стороны Луны. Название присвоено в честь американского изобретателя и полимата Бенджамина Франклина (1706—1790) и утверждено Международным астрономическим союзом в 1935 г. Образование кратера относится к раннеимбрийскому периоду.

## Описание кратера

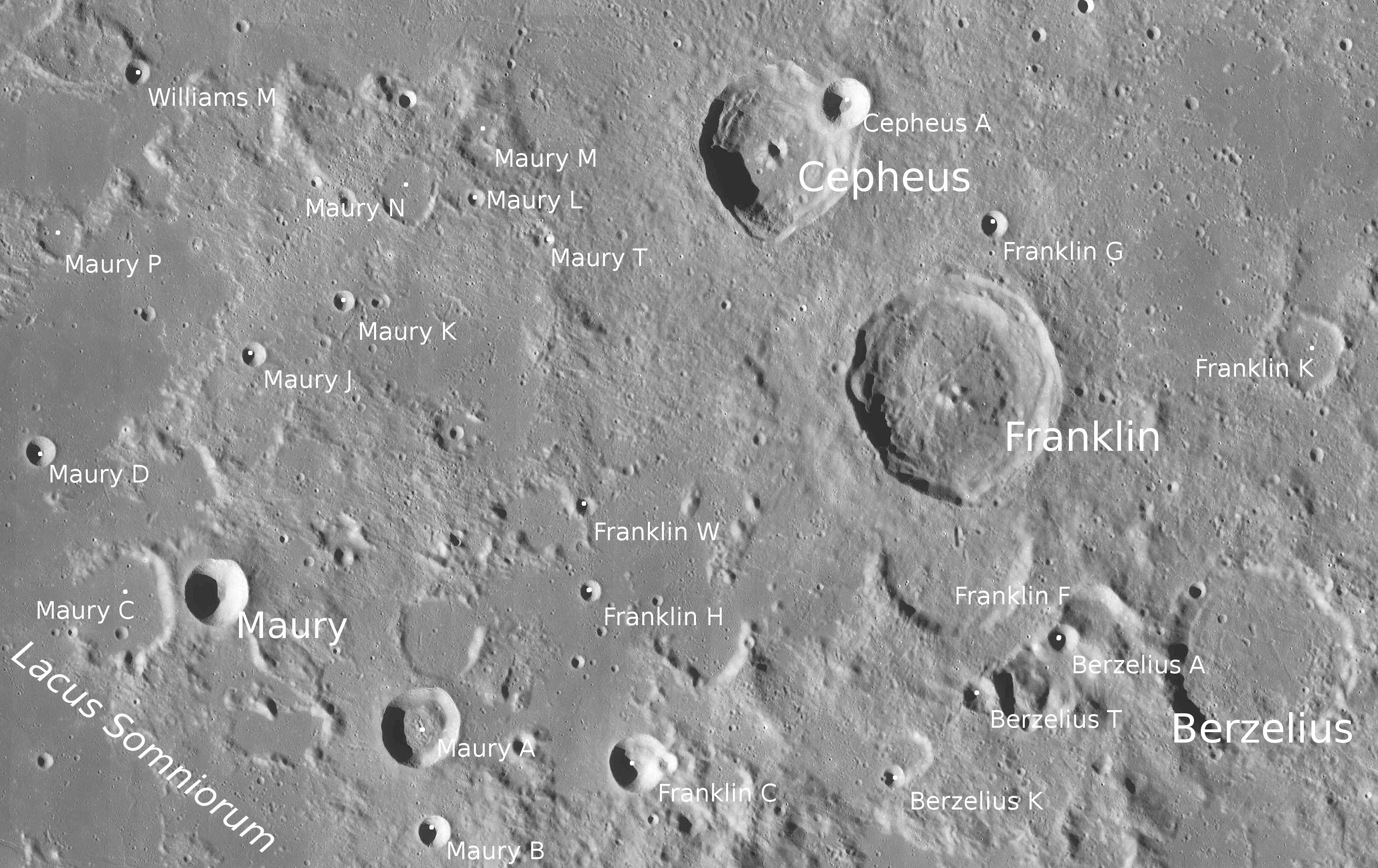
Окрестности кратера Франклин. Снимок зонда Lunar Reconnaissance Orbiter.

Ближайшими соседями кратера Франклин являются кратер Цефей на северо-западе и кратер Берцелиус на юго-востоке. На юго-востоке от кратера расположено Озеро Сновидений. Селенографические координаты центра кратера 38°44′ с. ш. 47°38′ в. д. / 38,73° с. ш. 47,64° в. д., диаметр 55,9 км, глубина 3820 м.
Кратер Франклин имеет полигональную форму и умеренно разрушен. Вал несколько сглажен, но сохранил четкие очертания. Внутренний склон с сгдаженными остатками террасовидной структуры. Высота вала над окружающей местностью достигает 1180 м, объем кратера составляет приблизительно 2600 км³. Дно чаши пересеченное, в восточной части чаши расположено скопление отдельно стоящих холмов. В центре чаши находится небольшой центральный пик, несколько севернее центра с юго-запада на северо-восток проходит узкий узловатый хребет.

## Сателлитные кратеры

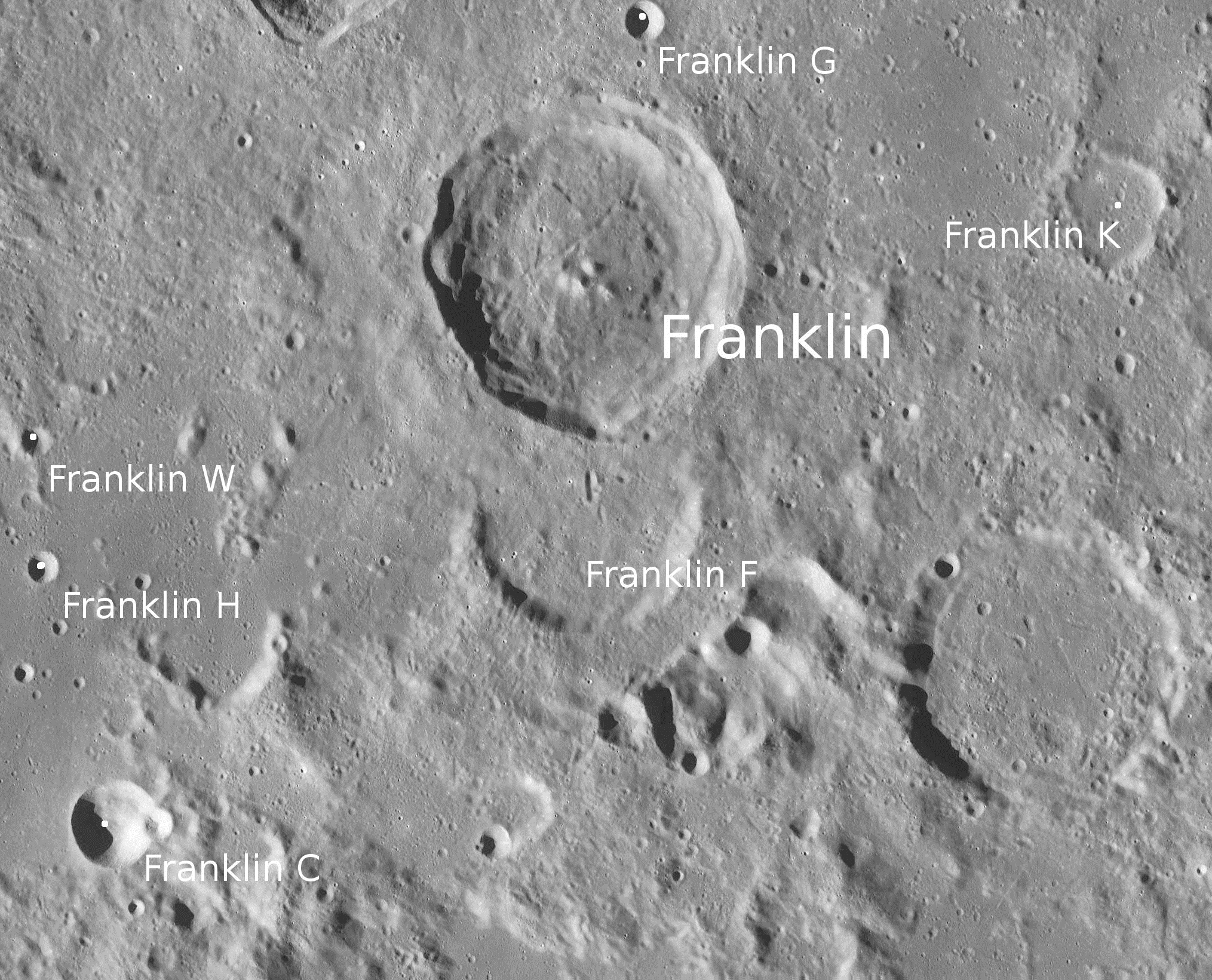
Снимок зонда Lunar Reconnaissance Orbiter.

| Франклин | Координаты                                            | Диаметр, км |
| -------- | ----------------------------------------------------- | ----------- |
| C        | 35°41′ с. ш. 44°16′ в. д. / 35,68° с. ш. 44,26° в. д. | 15,1        |
| F        | 37°23′ с. ш. 47°41′ в. д. / 37,39° с. ш. 47,69° в. д. | 39,6        |
| G        | 40°05′ с. ш. 48°07′ в. д. / 40,09° с. ш. 48,12° в. д. | 6,7         |
| H        | 37°07′ с. ш. 43°44′ в. д. / 37,12° с. ш. 43,74° в. д. | 5,2         |
| K        | 39°03′ с. ш. 51°29′ в. д. / 39,05° с. ш. 51,48° в. д. | 19,8        |
| W        | 37°49′ с. ш. 43°41′ в. д. / 37,81° с. ш. 43,69° в. д. | 4,9         |

## См.также
- Список кратеров на Луне
- Лунный кратер
- Морфологический каталог кратеров Луны
- Планетная номенклатура
- Селенография
- Минералогия Луны
- Геология Луны
- Поздняя тяжёлая бомбардировка